# Rush (Irlanda)
Rush (An Ros en irlandés) es una localidad en el Condado de Fingal en la República de Irlanda. Tiene 9,231 habitantes (CSO 2011).

## Ciudades Hermanas
Rush posee ciudades hermanas con otras ciudades del mundo: 
- San Mauro Castelverde (Italia)
- Gourin (Francia)
- El Prat de Llobregat (España)